# Петропавловка (Архангельський район)
Петропа́вловка (рос. Петропавловка, башк. Петропавловка) — присілок у складі Архангельського району Башкортостану, Росія. Входить до складу Бакалдінської сільської ради.